# Монтсерратська вулканологічна обсерваторія

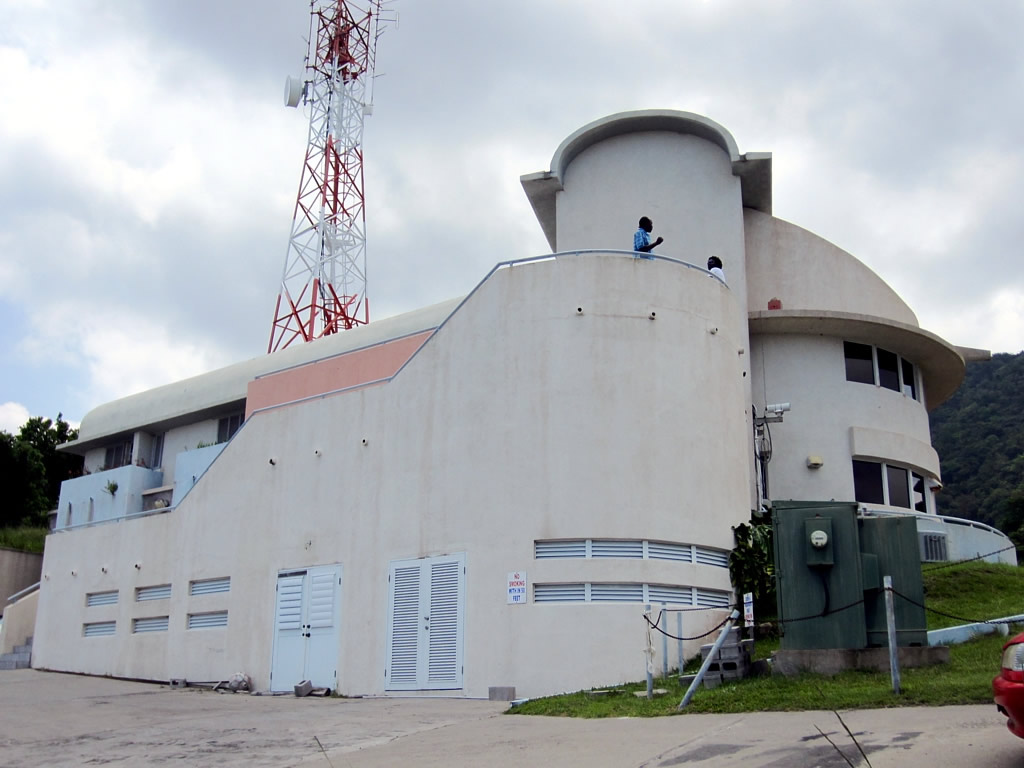
Монтсерратська вулканологічна обсерваторія в 2011 році

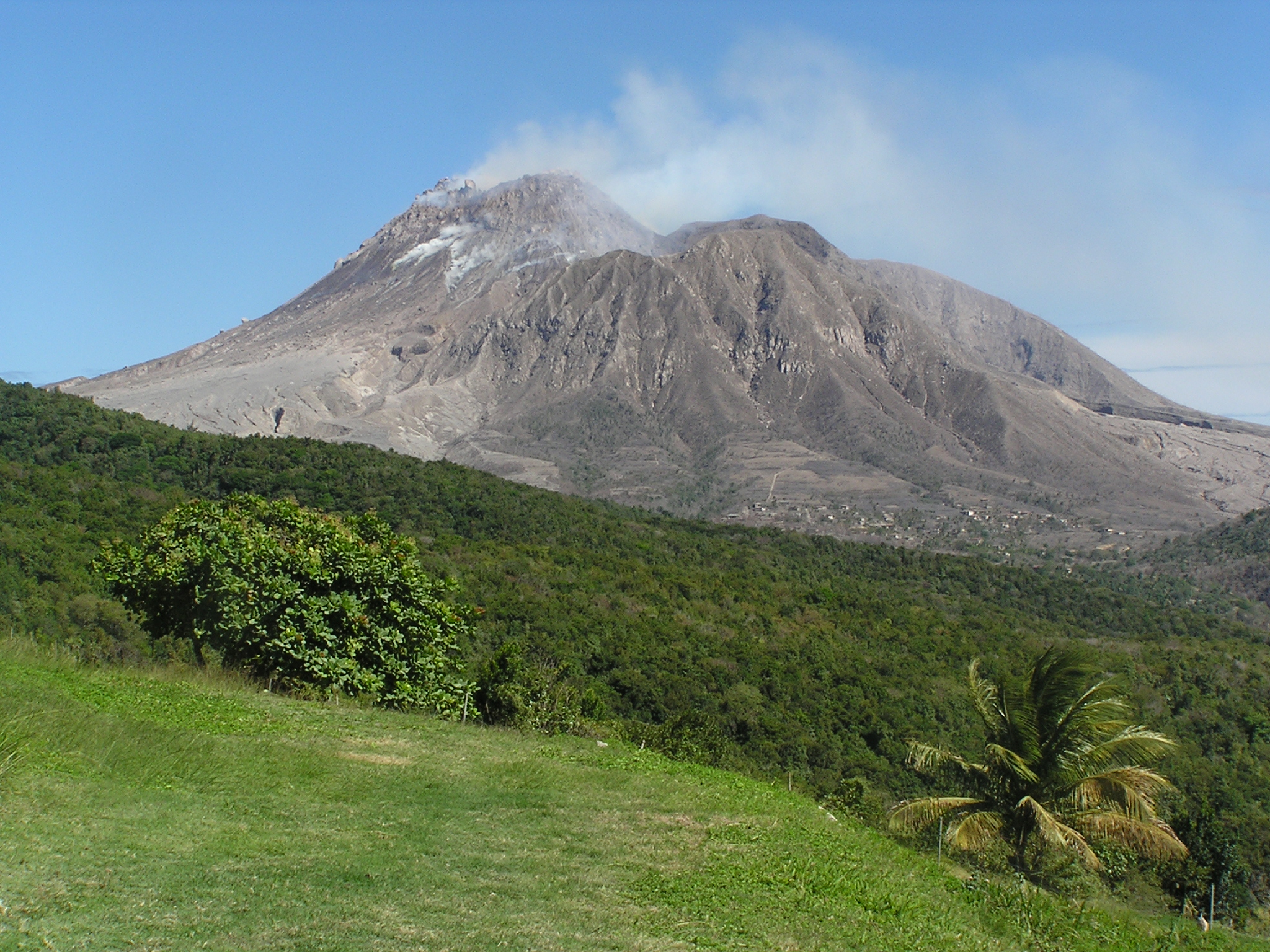
Вид на вулкан Суфрієр-Гіллз у 2007 році

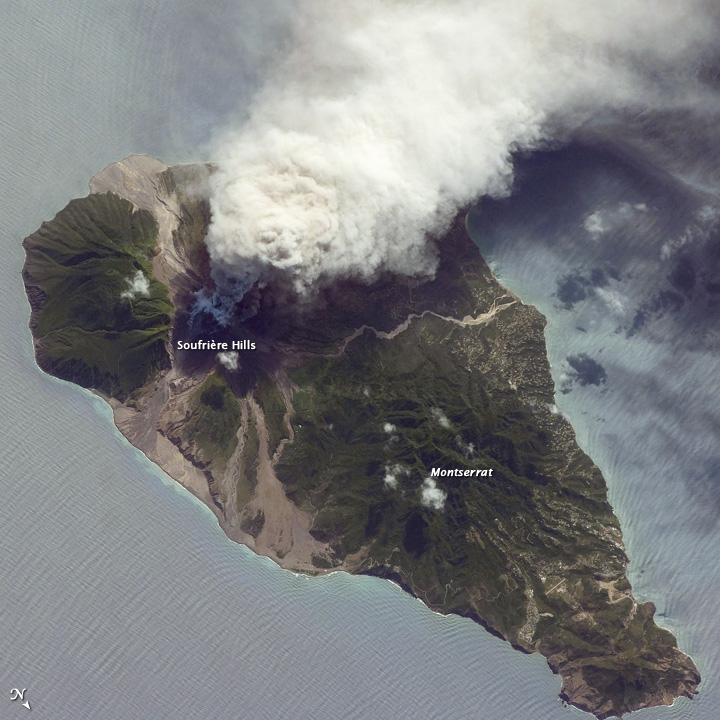
Супутниковий знімок острова Монтсеррат у 2009 році з північного сходу на південний захід, на якому видно шлейф попелу та пари з вулкана Суфрієр-Гіллз

Монтсерратська вулканологічна обсерваторія — це вулканологічна обсерваторія, розташована на карибському острові Монтсеррат, де з 1995 року активно вивергається вулкан Суфрієр-Гіллз. Співробітники обсерваторії описують свою діяльність як роботу зі зменшення впливу вулканічної діяльності шляхом моніторингу, досліджень, навчання та консультування. Будівля обсерваторії розташована в селі Флеммінгс неподалік Сейлема в парафії Сент-Пітер, на заході острова.

## Історія
Операційна база обсерваторії була створена відділом сейсмічних досліджень Університету Вест-Індії відразу після перших фреатичних вибухів 18 липня 1995 року. У наступні роки в дослідженнях в обсерваторії брали участь низка вчених та наукових організацій із Університету Вест-Індії та Британської геологічної служби. Обсерваторія була офіційно створена як організація урядом Монтсеррату в 1999 році. Натепер нею керує Центр сейсмічних досліджень Університету Вест-Індії.

## Реакція на виверження 1995 року
Вулканологи, які спостерігали та досліджували вулканічну діяльність на Монтсерраті, зазнали величезного політичного тиску, коли надавал відповідні рекомендації після першого виверження. Це виверження вважалося класичним прикладом проблеми чорного лебедя, як резонансна, важкопередбачувана та рідкісна подія, яка створила серйозні проблеми для прогнозування подальшого розвитку подій. До 1995 року вулкан багато століть був неактивним.
Після певних труднощів залучені вчені почали використовувати статистичні моделі для оцінки ймовірностей конкретних подій, що є досить суб'єктивним методом, але придатним для поетапного накопичення досвіду (включаючи місцеві знання та досвід). У дослідженні 2012 року про накопичення знань та рекомендації експертів щодо діючих вулканів було використано виверження вулкану на Монтсерраті як вітрина, публікація також включала інтерв'ю з вченими у Великій Британії, Монтсерраті, Італії та Ісландії під час польових досліджень. У публікації виверження на Монтсерраті було перераховане серед інших недавніх та історичних вивержень, які мали вплив на вулканологію як науку.

## Факти
У 1995 році співробітники обсерваторії заснували футбольний клуб «Монтсеррат Волкано Обсерваторі Треморс», більшість гравців якого є співробітниками обсерваторії, та який грає у вищому дивізіоні чемпіонату Монтсеррату з футболу.